# Alexander Lascelles, vicegreve Lascelles
Alexander Edgar Lascelles, vicegreve Lascelles (født 13. maj 1980 i Bath, Somerset, England) er tipoldesøn af Georg 5. af Storbritannien. 
I den udvidede britiske kongefamilie tilhører han den samme generation som William, Prins af Wales (født 1982) og Prins Henry, hertug af Sussex (født 1984), der begge er sønner af kong Charles 3. af Storbritannien.

## Forældre
Alexander Lascelles er det tredje barn og den anden søn af Margaret Rosalind Messenger (født 1948) og David Lascelles, 8. jarl of Harewood (født 1950).

## Slægtninge
Alexander Lascelles er sønnesøn af den østrigsk fødte koncertpianistinde Marion Stein (1926–2014) og oldesøn af den kongelige prinsesse Mary (1897–1965).

## Familie
Alexander Lascelles's søn Leo Cyrus Anthony Lascelles (født 2008) var George 5.s første tiptipoldebarn, da han blev født i 2008. Siden er der kommet andre tiptipoldebørn til, bl.a. Savannah Phillips (født 2010), Isla Elizabeth Phillips (født 2012), prins George af Cambridge (født 2013), Mia Grace Tindall (født 2014) og prinsesse Charlotte af Cambridge (født 2015).